# Sonja Škorić
Sonja Škorić (Servisch: Соња Шкорић; Pančevo, 26 februari 1996) is een Servische zangeres.
Škorić begon al op vijfjarige leeftijd met zingen. In 2001 deed ze voor het eerst mee aan een liedjeswedstrijd, Raspevano prolede, en was meteen succesvol; ze won en zou het festival ook de volgende drie jaar winnen. Verder won Škorić ook nog festivals in haar woonplaats Pančevo en in Zaječar.
In 2008 werd ze met het nummer Otgovor vierde in de Servische preselectie voor het Junior Eurovisiesongfestival. In 2010 deed ze als enige Servische vertegenwoordiger mee aan de juniorversie van het Festival van San Remo. Op 26 september 2010 nam ze vervolgens nogmaals deel aan de Servische voorronde voor het Junior Eurovisiesongfestival, ditmaal met het nummer Čarobna noć. Hierbij kwam ze met het maximum van 24 punten als winnaar uit de bus, wat betekende dat ze Servië mocht vertegenwoordigen op het Junior Eurovisiesongfestival 2010, in de Wit-Russische hoofdstad Minsk. Daar leek ze met haar Servischtalige ballade kans te maken op de winst, maar uiteindelijk eindigde ze met 113 punten op de 3de plaats.

## Bron
1. ↑  Sonja Škorić naar Minsk voor Servië

2006: Neustrašivi Učitelji Stranih Jezika · 
2007: Nevena Božović · 
2008: Maja Mazić · 
2009: Ništa Lično · 
2010: Sonja Škorić · 
2014: Emilija Đonin · 
2015: Lena Stamenković · 
2016: Dunja Jeličić · 
2017: Irina Brodić & Jana Paunović · 
2018: Bojana Radovanović · 
2019: Darija Vračević · 
2020: Petar Aničić · 
2021: Jovana & Dunja · 
2022: Katarina Savić